# Eliane Giardini
Eliane Teresinha Giardini (n. 20 octombrie 1952) este o actriță braziliană.
Între 1973 și 1997 a fost căsătorită cu actorul Paulo Betti, cu care avea două fiice: Juliana și Mariana. În timpul maternității, ea a abdicat temporar din cariera actriței, reluând doar în deceniul 1980.

## Filmografie

### Televiziune
- 1982 - Ninho da Serpente (as Lídia)
- 1982 -  Campeão (as Cristina)
- 1984 - Vida Roubada (as Hilda)
- 1984 - Meus Filhos, Minha Vida
- 1985 - Uma Esperança no Ar (as Débora)
- 1987 - Helena (as Joana)
- 1990 - Desejo (as Lucinda)
- 1991 - Felicidade (as Isaura)
- 1993 - Renascer (as Dona Patroa/Yolanda)
- 1994 - Incidente em Antares (as Eleutéria)
- 1995 - Irmãos Coragem (as Estela)
- 1995 - Engraçadinha: Seus Amores e Seus Pecados (as Maria Aparecida)
- 1995 - A Comédia da Vida Privada (as Helena)
- 1995 - Explode Coração (as Lola)
- 1997 - A Indomada (as Santa Maria)
- 1998 - Hilda Furacão (as Berta)
- 1998 - Você Decide (as Sílvia)
- 1998 - Torre de Babel (as Wandona)
- 1999 - Mulher (as Anita)
- 1999 - Andando nas Nuvens (as Janete)
- 1999 - Você Decide (as Ana)
- 1999 - O Belo e As Feras (as Ludmila)
- 1999 - Zorra Total (as Maria Rosa/Roxana)
- 2000 - Brava Gente (as Leonor)
- 2001 - Os Maias (as Condessa de Gouvarinho)
- 2001 - Os Normais (as Marta)
- 2001 - Clona (as Nazira Rachid)
- 2003 - Șapte femei (as Caetana)
- 2004 - Um Só Coração (as Tarsila do Amaral)
- 2005 - América (as Neuta)
- 2006 - JK (as Tarsila do Amaral)
- 2006 - Cuibul de vipere (as Eva/Esmeralda)
- 2007 - Eterna Magia (as Pérola)
- 2008 - Capitu (as Dona Glória Santiago)
- 2009 - India (as Indira Ananda)
- 2010 - Tempos Modernos (as Hélia Pimenta)
- 2010 - Afinal, o Que Querem as Mulheres? (as Profª Noemi)
- 2011 - Lara com Z (as Sandra Heibert)
- 2012 - Avenida Brasil (as Muricy Araújo)
- 2013 - Dragoste de viață (as Ordália Aparecida dos Santos Araújo)
- 2014 - A Grande Família (as Vilma)
- 2016 - Êta Mundo Bom! (as Anastácia de Souza Sampaio Goytacazes)
- 2017 - Dois Irmãos (as Zana)
- 2017 - O Outro Lado do Paraíso (as Nádia Vasconcelos)